# Czarna guzowatość śliwy

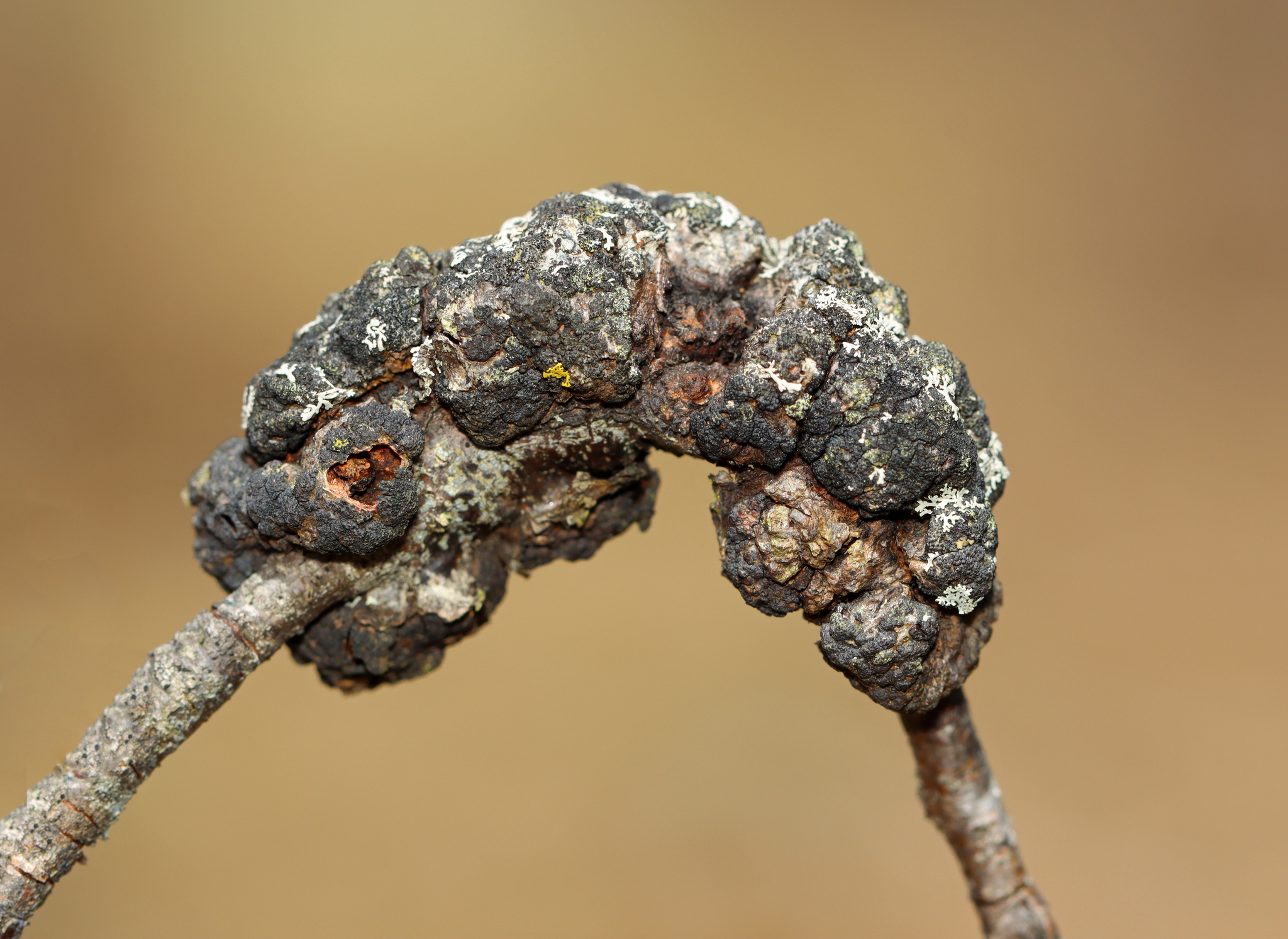

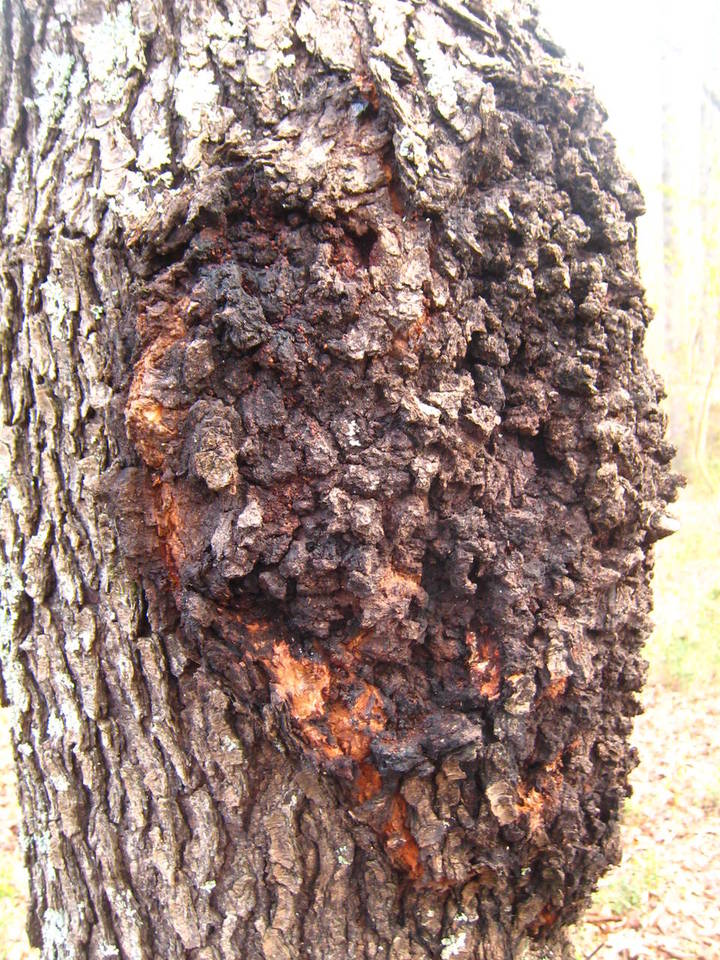

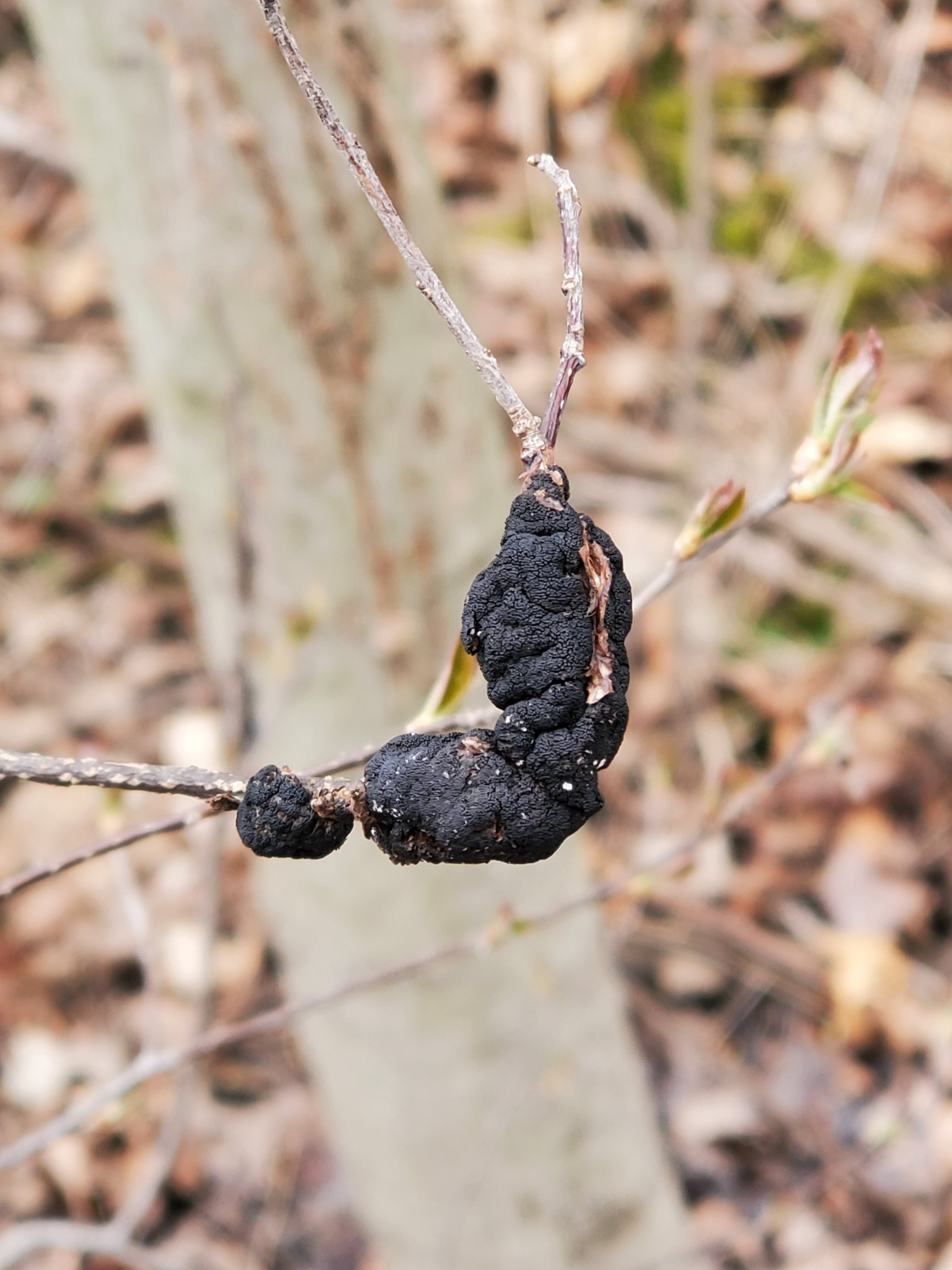

Czarna guzowatość śliwy (ang. black knot of plum) – grzybowa choroba drzew z rodzaju śliwa (Prunus) wywołana przez Apiosporina morbosa.

## Występowanie i szkodliwość
Apiosporina morbosa pochodzi z Ameryki Południowej. W Polsce do 2015 roku nie występowała. Jest organizmem kwarantannowym. Atakuje wiele gatunków drzew z rodzaju Prunus, ale nie wszystkie w jednakowym stopniu. Najbardziej charakterystycznym objawem są narośla w postaci czarnych pogrubień pędów na niektórych gałęziach. Stają się dobrze widoczne jesienią i zimą, gdy drzewa zrzucą liście.
Choroba oszpeca drzewa, ale może również powodować obumieranie konarów lub całych drzew. Porażone drzewa tracą wigor i są bardziej podatne na uszkodzenia mrozowe, czym więcej mają narośli, tym bardziej. Rośliny ozdobne mogą ulec zniekształceniu, ponieważ wzrost na gałęziach poza naroślami zostaje zahamowany, a na drzewach owocowych spada plon owoców. Uszkodzenia są bardzo zróżnicowane; na niektórych dużych drzewach nawet liczne narośle nie powodują większych szkód, podczas gdy młode lub bardzo podatne gatunki mogą cierpieć z powodu więdnięcia liści, obumierania liści, pędów i gałęzi, a nawet całych drzew.

## Rozwój choroby i jej objawy
Grzyb zimuje w porażonych pędach. Wiosną inwazyjne askospory wytwarzane na powierzchni narośli są podczas deszczowej pogody roznoszone przez wiatr lub rozpraszane przez bryzgi deszczu. Zarodniki, które osadzają się na soczystych, zielonych gałązkach, mogą powodować nowe infekcje, jeśli wystarczająco długo gałązki pozostaną mokre. Grzyb rozwija się przez jakiś czas wewnątrz tkanek rośliny, zanim zaczną pojawiać się objawy.
W pierwszym roku po infekcji gałązki lub gałęzi rozwijają się miękkie narośle, zielone do brązowych, często zaczynające się tworzyć w pobliżu miejsca przyczepienia liścia. Grzyb zakłóca normalny wzrost gałęzi i powoduje, że roślina tworzy narośle. Początkowe objawy są jednak bardzo subtelne, dlatego często nie są w tym momencie zauważane, zwłaszcza gdy drzewo pokrywają liście. W następnym roku narośle zmieniają kolor na oliwkowozielony, ich tekstura staje się aksamitna, a następnie wskutek rozrostu pękają, ciemnieją i twardnieją, tworząc charakterystyczne nieregularne, szorstkie, stwardniałe, czarne guzy. Mogą one mieć długość do 40 cm lub więcej i otaczać gałąź. Askospory są zwykle wytwarzane w naroślach następnej wiosny i cykl rozwojowy się powtarza. Grzyb nadal rośnie w zainfekowanym drewnie podczas chłodnej pogody, powodując wydłużanie się guzów o kilka cali każdego roku.
Nieleczona choroba pogarsza stan rośliny z każdym rokiem. Kiedy narośl całkowicie otacza gałąź, liście żółkną, więdną i obumierają. Infekcje są rzadsze na głównych konarach lub pniu, ale mogą tam wystąpić, co ma większy wpływ na zdrowie drzew. Starsze narośle mogą zmienić kolor na biały lub różowy późnym latem, ponieważ są one infekowane przez grzyba Trichothecium roseum, a wiele z nich jest atakowanych przez owady.

## Ochrona
Zapobiega się rozprzestrzenianiu choroby poprzez usuwaniu źródeł inokulum. W tym celu monitoruje się drzewa zimą i usuwa wszelkie widoczne narośle, zanim wiosną rozpocznie się wytwarzanie askospor. Ponieważ narośle w pierwszym roku są bardzo małe i często są pomijane, przycinanie może zająć 2 lata, aby całkowicie usunąć wszystkie istniejące infekcje. Gałęzie należy przyciąć 15 do 20 cm poniżej porażonej tkanki, ponieważ grzyb rośnie poza krawędź samej narośli. Między cięciami należy dezynfekować narzędzia przez zanurzenie w 10-procentowym roztworze wybielacza lub alkoholu, a usunięte narośle spalić lub zakopać w ziemi, gdyż mogą nadal uwalniać zarodniki po usunięciu z drzewa. Należy też usunąć wszystkie dzikie śliwy lub wiśnie w promieniu 200 m, gdyż mogą być nosicielem choroby.
Sadząc nowe gatunki śliw i wiśni, należy wybierać odmiany o wysokim poziomie odporności i unikać odmian podatnych, zwłaszcza jeśli na danym obszarze występowała ta choroby. Najbardziej podatnymi na czarną guzowatość śliwy są: śliwa amerykańska (P. americana), Prunus nigra, czeremcha wirginijska (P. virginiana, w tym ‘Schubert’ i ‘Canada Red’), śliwa domowa (P. domestica) i śliwa dziecięca (P. cerasifera). Wiśnie – zarówno ozdobne, jak i jadalne – są mniej podatne. Czeremcha Maacka (P. maacki), morela pospolita (P. armeniaca) i migdałowiec trójklapowy (P. triloba) są rzadko zaatakowane. Istnieje kilka odmian śliwy, które są tylko umiarkowanie podatne lub odporne na czarną guzowatość śliwy, ale mogą nie być odporne w naszym klimacie. Przed zakupem należy dokładnie sprawdzić materiał szkółkarski, aby upewnić się, że drzewa są wolne od chorób. Fungicydy nie są zalecane, ponieważ w większości przypadków nie są skuteczne i muszą być stosowane w połączeniu z wyżej wymienionymi zasadami postępowania.